# Xfinity
A Xfinity é uma empresa de telecomunicações dos Estados Unidos subsidiária da Comcast, oferece serviços de internet banda larga, TV por assinatura e telefone fixo.